# Inland
Inland steht im Gegensatz zu Ausland und bezeichnet aus Sicht der sprechenden Person das eigene Land, in dem man beheimatet ist, das Herkunftsland, Heimatland.
Im staatsrechtlichen Sinne bezeichnet der Begriff Inland aus der Sicht der sprechenden Person denjenigen Staat dessen Staatsangehörigkeit die Person besitzt oder in dem sie sich befindet.
Obwohl die Begriffe Inland und Ausland immer relativ in Bezug auf den eigenen Standpunkt (z. B. Person, Gruppe, Land) definiert sind, spielen sie vor allem eine wichtige Rolle im politischen, kulturellen und gesellschaftlichen Bezugsrahmen. Soziologisch gesehen entspricht Inland dem „Wir“, d. h. der eigenen Gruppenidentität (siehe In-Group), während „Ausland“ die „Anderen“ sind (siehe Out-group).

## Inland aus ökonomischer Sichtweise
Im Rahmen der volkswirtschaftlichen Gesamtrechnung ist die Abgrenzung zwischen In- und Ausland von großer Bedeutung, um einerseits makroökonomische Indikatoren wie Output und Einkommen berechnen zu können und um anderseits die staatlichen Zugriffsrechte auf Steuern und Abgaben bestimmen zu können.

### Volkswirtschaftliche Gesamtrechnung
In der volkswirtschaftlichen Gesamtrechnung unterscheidet man bei der Berechnung von Bruttoinlandsprodukt und Bruttonationalprodukt danach, ob eine Leistung ökonomisch gesehen von Ausländern im Inland oder von Inländern im Ausland erbracht wurde.

### Zollrecht
Aus zollrechtlicher Sicht bezieht sich das Inland auf Gebiete, die zum Zollgebiet des eigenen Landes (bzw. bei Deutschland und Österreich der EU) gehören. Das Zollgebiet unterscheidet sich bei den EU-Ländern und bei der Schweiz vom Staatsgebiet, zum Beispiel die deutsche Gemeinde Büsingen am Hochrhein gehört gemäß dem Vertrag vom 23. November 1964 zwischen der Schweizerischen Eidgenossenschaft und der Bundesrepublik Deutschland über die Einbeziehung der Gemeinde Büsingen am Hochrhein in das schweizerische Zollgebiet zum Schweizer Zollgebiet. Somit gehört Büsingen gemäß Art. 4 Zollkodex der Union nicht zum Zollgebiet der Union und daraus folgernd wird Büsingen wie eine Schweizer Gemeinde behandelt. Als Gemeinde im Schweizer Zollgebiet sind im Warenverkehr zwischen Büsingen und dem restlichen Deutschland die gleichen Regeln wie beim Verkehr zwischen einem Nicht-EU-Land und einem EU-Land zu beachten, zwischen Büsingen und der Schweiz herrscht dagegen freier Verkehr.

### Umsatzsteuer
Im Sinne des deutschen Umsatzsteuergesetzes ist Inland das Gebiet der Bundesrepublik Deutschland mit Ausnahme des Gebiets von Büsingen am Hochrhein, der Insel Helgoland, der Freizonen des Kontrolltyps I nach § 1 Abs. 2 Satz 1 des Zollverwaltungsgesetzes (Freihäfen an der Küste: Emden, Bremerhaven, Bremen, Cuxhaven, Kiel; seit 1. Januar 2004 nicht mehr die Binnenfreihäfen Duisburg und Deggendorf; seit 1. Januar 2013 nicht mehr der Hamburger Hafen), der Gewässer und Watten zwischen der Hoheitsgrenze und der jeweiligen Strandlinie sowie der deutschen Schiffe und der deutschen Luftfahrzeuge in Gebieten, die zu keinem Zollgebiet gehören.

### Mehrwertsteuer (Schweiz)
Der im Gesetzestext verwendete Ausdruck Inland entspricht nicht den Staatsgrenzen der Schweizerischen Eidgenossenschaft. In Art. 18 MWSTG wird das Inland definiert. Als Inland gelten:
- das Gebiet der Schweiz;
- ausländische Gebiete gemäß staatsvertraglichen Vereinbarungen. Dazu gehören Liechtenstein und die deutsche Exklave Büsingen am Hochrhein innerhalb der Schweiz.
- Eine Ausnahme bilden die Talschaften Samnaun und Sampuor, die vom schweizerischen Zollgebiet ausgeschlossen sind. Jedoch hat das Bundesgesetz über die Mehrwertsteuer festgehalten, dass dieses Gesetz in den beiden Talschaften für Dienstleistungen trotzdem anwendbar ist. Die beiden Talschaften müssen dem Bund die aufgrund dieser Bestimmung entstehenden Steuerausfälle kompensieren. Einsparungen, die sich auf Grund des geringeren Erhebungsaufwands ergeben, werden angemessen berücksichtigt.

### Einkommensteuer
Zum Inland im Sinne des Einkommensteuergesetzes gehört auch der der Bundesrepublik Deutschland zustehende Anteil am Festlandsockel, soweit dort Naturschätze des Meeresgrundes und des Meeresuntergrundes erforscht oder ausgebeutet werden oder dieser der Energieerzeugung unter Nutzung erneuerbarer Energien dient.